# Departamento de Curacautín
| Departamento de Curacautín | Departamento de Curacautín |
| -------------------------- | -------------------------- |
| Cabecera:                  | Curacautín                 |
| Superficie:                | km²                        |
| Habitantes:                | hab                        |
| Densidad:                  | hab/km²                    |
| Comunas/ Subdelegaciones:  | - Curacautín - Lonquimay   |
| Ubicación                  |                            |
|                            |                            |

El Departamento de Curacautín es una antigua división territorial de Chile, que pertenecía a la Provincia de Malleco. Su cabecera fue Curacautín. Es conformado por las comunas-subdelegaciones de Curacautín y Lonquimay, segregadas del antiguo Departamento de Victoria. Finalmente, el Departamento de Curacautín fue suprimido en 1975, con la implementación de la Nueva División Político Administrativa.

## Límites
El Departamento de Curacautín limitaba:
- al norte con el Departamento de Mulchén
- al oeste con el Departamento de Victoria.
- al sur con el Departamento de Lautaro.
- Al este con la Cordillera de Los Andes.

## Administración
La administración estaba en Curacautín, en donde se encontraba la Gobernación Departamental de Curacautín. Formaba parte de la Vigésima Agrupación Departamental: Angol, Collipulli, Traiguén, Victoria y Curacautín.

## Comunas y Subdelegaciones
El departamento estaba compuesto por las comunas y subdelegaciones con el siguiente territorio: 
- Curacautín.
- Lonquimay.